# Berlin-Weißensee

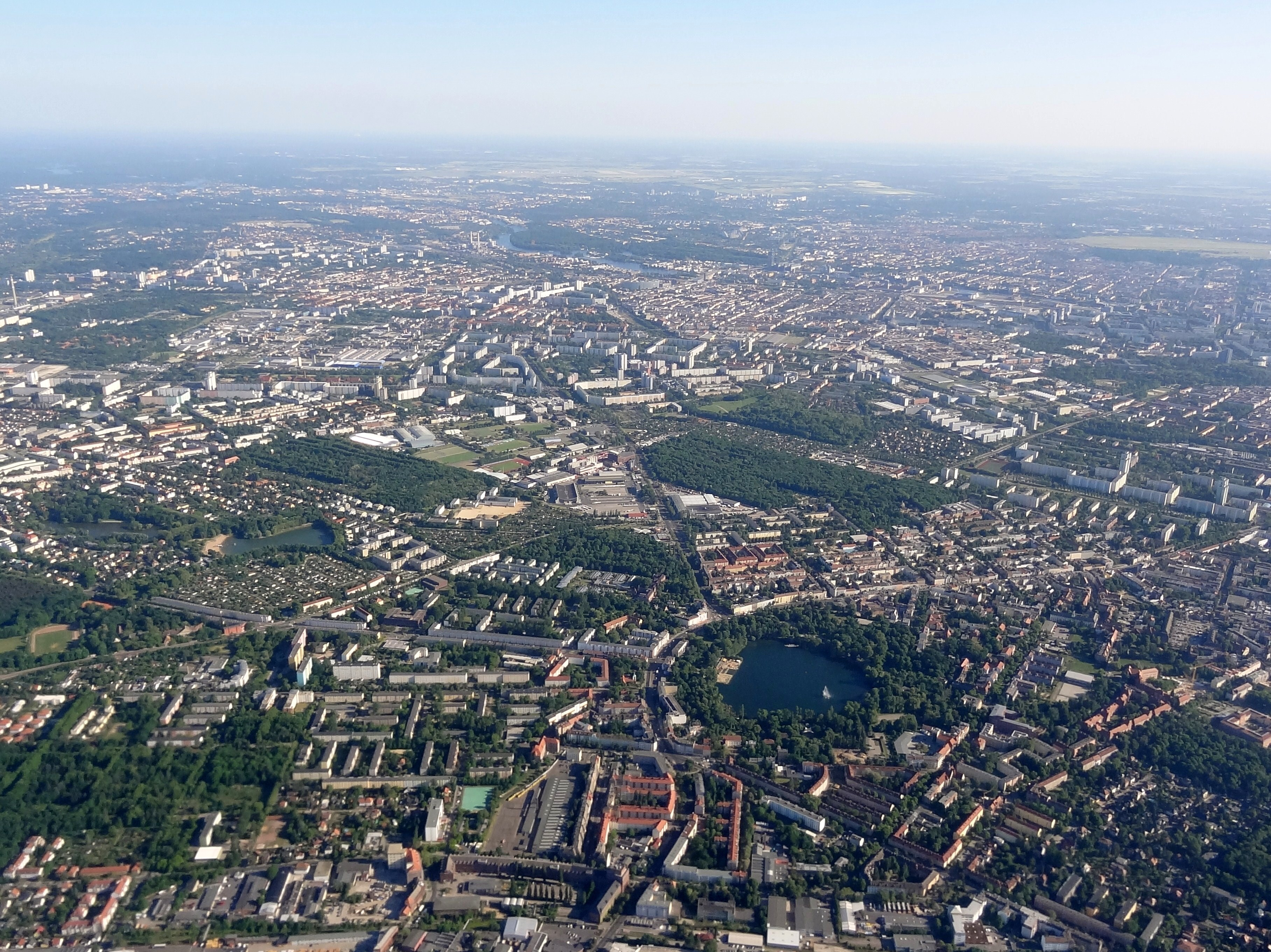
Luftaufnahme von Weißensee

Weißensee (Aussprache endbetont) ist ein Ortsteil des Bezirks Pankow in Berlin. Er ist hervorgegangen aus einem im 13. Jahrhundert gegründeten Straßendorf östlich des Weißen Sees, das von 1540 bis 1880 ein Rittergut war. Weißensee war nach der Bildung Groß-Berlins im Jahr 1920 bis zur Verwaltungsreform 2001 der namensgebende Ortsteil des damaligen Bezirks Weißensee, zu dem auch Nachbarorte gehörten.
Bis zur Auflösung im Jahr 2000 war der Bezirk Weißensee der bevölkerungsmäßig kleinste Bezirk Berlins. Am 1. Januar 2001 wurden die drei bis dahin eigenständigen Bezirke Weißensee, Pankow und Prenzlauer Berg zum neuen Verwaltungsbezirk Pankow fusioniert. Der ehemalige Bezirk Weißensee umfasste neben dem namensgebenden Ortsteil Weißensee auch die Ortsteile Heinersdorf, Blankenburg, Karow und Stadtrandsiedlung Malchow. 

## Ortslagen

### Alter Ortskern / Berliner Allee
Die Berliner Allee existiert als Fernhandelsweg von Berlin nach Norden bereits seit dem Mittelalter. Der durch das Dorf Weißensee führende Abschnitt hieß Dorfstraße. 1880, mit der Bildung der Landgemeinde Neu-Weißensee, wurde der spätere südliche Abschnitt als Königschaussee bezeichnet. Der Abschnitt im Dorfkern Weißensee erhielt ab 1880 die Bezeichnung Berliner Straße. Beide Abschnitte wurden 1910 zusammengelegt und in Berliner Allee umbenannt. Am 13. Juni 1953 erfolgte eine Umbenennung in Klement-Gottwald-Allee, nach dem tschechoslowakischen Politiker Klement Gottwald.

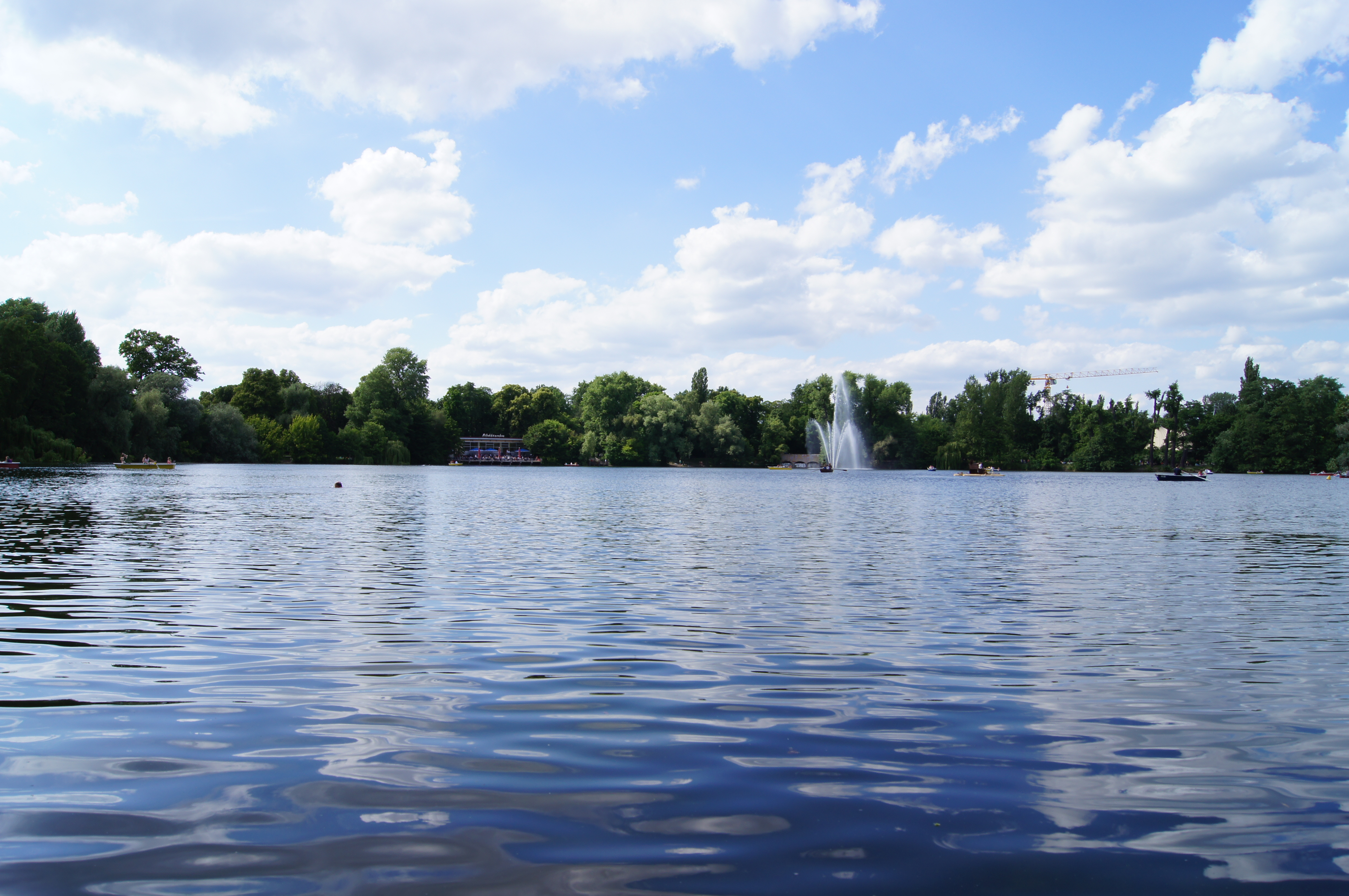
Der Weiße See

Nach der politischen Wende wurde am 1. September 1991 der ursprüngliche Name Berliner Allee wiederhergestellt. Als Ortszentrum gilt der hier gelegene Antonplatz, der in den 2000er und 2010er Jahren neu strukturiert, bebaut und neu begrünt wurde. 
Mit der Begrünung der Freifläche Grüner Hering und der Aufwertung der Wohnumgebung im Rahmen der Sanierung von Weißensee-Süd wurde die Ortslage, die teilweise noch Kriegsschäden aufwies, verbessert. Dazu gehörte auch die Anpassung des Verkehrs, insbesondere für den Straßenbahnverkehr zwischen Hohenschönhausen/Lichtenberg und Berliner Innenstadt/Wedding.

### Komponistenviertel
Während es viele Immobilienspekulanten Berlins nach Westen zog, erwarb 1872 der Hamburger Kaufmann Gustav Adolf Schön das Gut Weißensee für 700.000 Taler, das er parzellieren ließ und flächenweise weiter veräußerte. Ernst Gäbler errichtete mit seiner Gesellschaft für Mittelwohnungen südöstlich der Königschaussee das Französische Viertel. Auf Grund der Namenswahl nach Schlachten und Ergebnissen des Deutsch-Französischen Krieges wurden 1951 in einer antimilitaristischen Aktion die betroffenen Straßen nach Komponisten umbenannt, woraus sich seither die Bezeichnung Komponistenviertel ergibt.
Das Viertel südöstlich der Berliner Allee ist ein Komplex von Mehrfamilienhäusern, der bis an den Jüdischen Friedhof reicht. Es hat den Charakter einer nicht-innerstädtischen Gründerzeitbebauung. Zwischen Mitte der 1990er und den 2000er Jahren war das Komponistenviertel gemeinsam mit dem an der Berliner Allee gegenüber angrenzenden Quartier ein ausgewiesenes Sanierungsgebiet. Dabei wurden auch unter Nutzung von EU-Fördermitteln die Wohnbebauung und die Wohnumgebung verbessert.

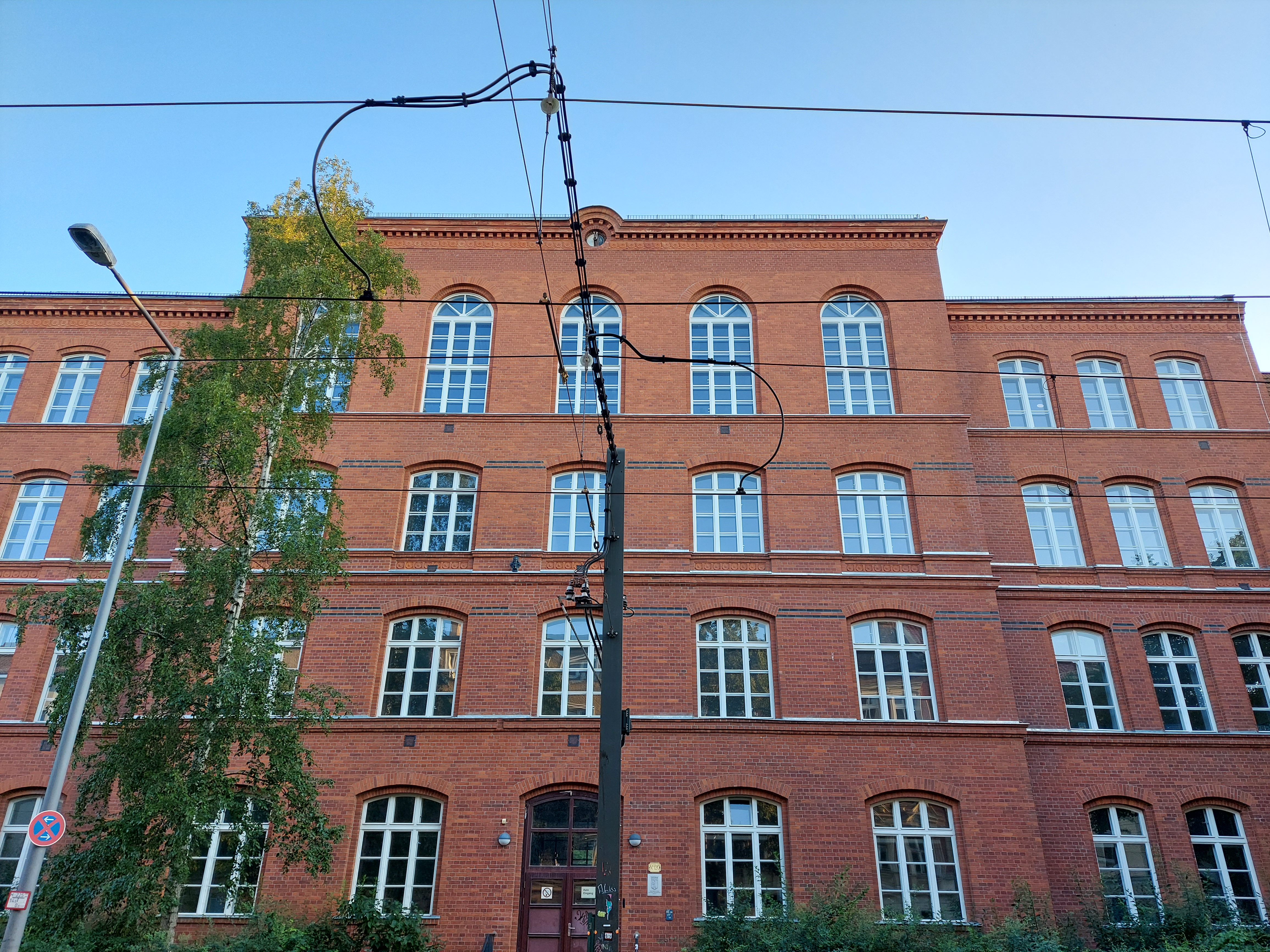
Altbau der Heinz-Brandt-Schule von 1890

### Gründerviertel
Die nordwestlich der Berliner Allee liegenden Flächen wurden entlang der Langhansstraße bebaut. Bis an das damalige Berliner Stadtgebiet heran wurden dabei an der Streustraße Gewerbebauten von der Gemeinde eingerichtet, die den dort siedelnden Gewerben die Einheit von Wohnen und Arbeit boten. Ergänzt wurde dies mit einer Gemeindeschule, der heutigen Heinz-Brandt-Schule in der Langhansstraße 120.

### Munizipalviertel

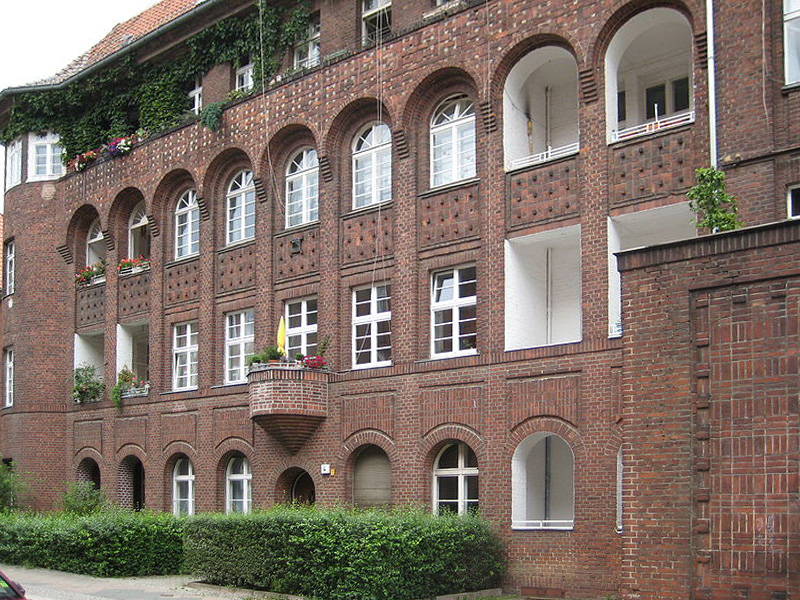
Weißenseer Gründerarchitektur im Munizipalviertel von Carl James Bühring (Paul-Oestreich-Straße)

Anfang des 20. Jahrhunderts setzten umfangreiche Wohnungsbauprojekte ein, da viele Berliner in den Vorort Weißensee zogen. Der Bereich am Kreuzpfuhl war als neues Ortszentrum geplant und erhielt die Bezeichnung Munizipalviertel. Als erstes entstand um 1910 für die gewachsene Kommune das Gemeindeforums am Kreuzpfuhl, ein repräsentatives, parkartig gestaltetes Zentrum. In diesem Gebäude hat im 21. Jahrhundert der Verein Frei-Zeit-Haus e. V. seine Heimat gefunden. Das Gemeindeforum und die Wohnhäuser Woelckpromenade 2–7 sind inzwischen eine anerkannte städtebauliche und architektonische Meisterleistung des Architekten Carl James Bühring. Zur Herausbildung eines neuen Zentrums kam es jedoch nicht.

### Taut-Siedlung Buschallee
Mit der Eingemeindung nach Groß-Berlin im Jahr 1920 stieg der Bedarf an Wohnraum abermals. Ab 1925 entstand in der Buschallee ein Wohnhausensemble, das von Bruno Taut nach den Gesichtspunkten des Neuen Bauens entworfen wurde. Die Bauten aus dieser Zeit sind erhalten und teilweise schön saniert. Sie stehen unter Denkmalschutz.

### Nachkriegsbauten
In den 1950er Jahren mussten in Berlin die Kriegsverluste an Wohnungen ersetzt werden. Bald erreichte dieser Bauboom auch den Außenstadtbezirk Weißensee. 1959 entstanden Wohngebiete am Hamburger Platz, 1967 an der Else-Jahn-Straße und 1975 das Gebiet Falkenberger Straße Süd. In den 1990er Jahren wurde im Ortsteil Karow das neue Wohngebiet Karow Nord mit Wohnraum für rund 20.000 Menschen gebaut.

## Geschichte

### 13. Jahrhundert
Weißensee wurde um 1230 als Straßendorf an der mittelalterlichen Fernhandelsstraße von Berlin über Weißensee, Malchow und Bernau nach Oderberg gegründet. Seinen Namen erhielt es vermutlich vom Weißen See (Wittenze [1313], der zu dieser Zeit auch Großer See genannt wurde), an dessen Ostufer das Dorf von deutschen Siedlern angelegt wurde. Seine indirekte urkundliche Ersterwähnung geht auf eine Nebenurkunde über eine Verpfändung an Conradus von Widense (vermutlich der erste Lehnschulze des Dorfes) aus dem Jahr 1242 zurück. Der fischreiche See bildete die Ernährungs- und Erwerbsgrundlage der ersten Bewohner, die den umliegenden Wald rodeten und Getreidehufen anlegten; ein Fischerdorf war Weißensee jedoch nie. Die vorauszusetzende Dorfkirche aus Holz erhielt in der zweiten Hälfte des 14. Jahrhunderts einen Turm aus wenig regelmäßig gequaderten Feldsteinen (Kennzeichen der Spätgotik). Katharina von Alexandrien ist die Schutzheilige dieser Pfarrkirche. Das Wappen von Weißensee bezieht sich auf das Rad, mit dem sie gerädert, und auf das Schwert, mit dem sie gevierteilt wurde. Gegenüber der Kirche befand sich ein Lehnschulzenhof. Der Ort dehnte sich mit seinen Bauern- und Kossätenhöfen in einer Länge von 500 Meter beiderseits der Dorfstraße aus.

### 14. Jahrhundert
In einer Urkunde aus dem Jahr 1313 wurde das Dorf Weißensee zum ersten Mal erwähnt, als dem Heilig-Geist-Hospital in Berlin Rechte über vier Hufen aus Wittense (niederdeutsch: Heller See) veräußert wurden. 1375 ließ der in Prag residierende Kaiser Karl IV. Weißensee wie alle Dörfer seines Herrschaftsbereichs in das „Landbuch der Mark Brandenburg“ eintragen. Das Dorf hatte insgesamt 58 Hufen, davon fünf Pfarrhufen, eine Kirchenhufe, acht Hufen des Lehnschulzen und drei Hufen, die sich neun Kossäten teilten. Ein Krug und Fischereirechte wurden nicht erwähnt. Im 14. Jahrhundert waren vorrangig Berliner Bürger Eigentümer oder Pächter des Dorfes. In dieser Zeit entstand der Westturm der Dorfkirche aus spätgotisch-unregelmäßigem Feldsteinmauerwerk.

### 15.–18. Jahrhundert
Im Jahr 1486 belehnte Kurfürst Johann Cicero den Berliner Bürgermeister Thomas von Blankenfelde mit einem Bauernhof und machte ihn zum ersten Gutsherrn von Weißensee.
Um 1540 wurde in Weißensee ein Rittergut eingerichtet, das in der Folgezeit mehrere Male geteilt wurde und häufig seinen Besitzer wechselte. Während des Dreißigjährigen Kriegs (1618–1648) wurde Weißensee mehrmals besetzt, so 1636 und 1639 von den Schweden. Nach dem Ende des Krieges lebten in Weißensee nur noch drei Familien. Erst 30 Jahre später wohnten hier wieder 143 Menschen.
Carl Gottlob von Nüßler vereinigte 1745 die getrennten Güter und errichtete am Südufer des Sees ein schlichtes Gutshaus.

„Weißensee, ein Dorf, 1 Meile von Berlin, dem Hrn. von Schenkendorf gehörig. Es ist daselbst ein sehr schöner Garten, dem die angenehme Lage an dem großen See, von dem das Dorf den Namen hat, noch mehr Reiz gibt […] Es gehet von Berlin dahin eine Allee bis Malcho, ein Dorf, 1½ Meilen von Berlin […]“

### 19. Jahrhundert

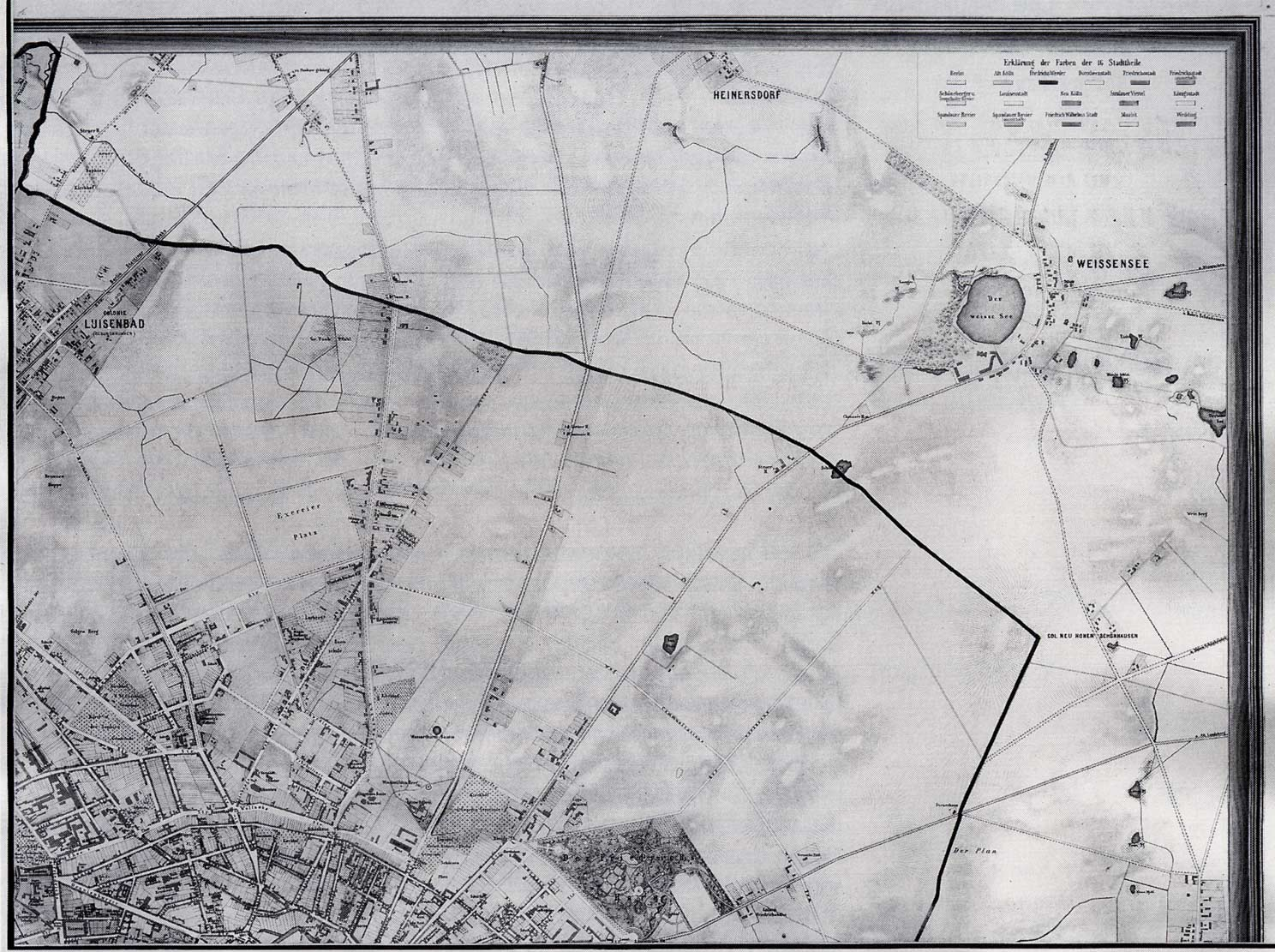
Weißer See vor der damaligen Stadtgrenze auf einem Plan von 1866

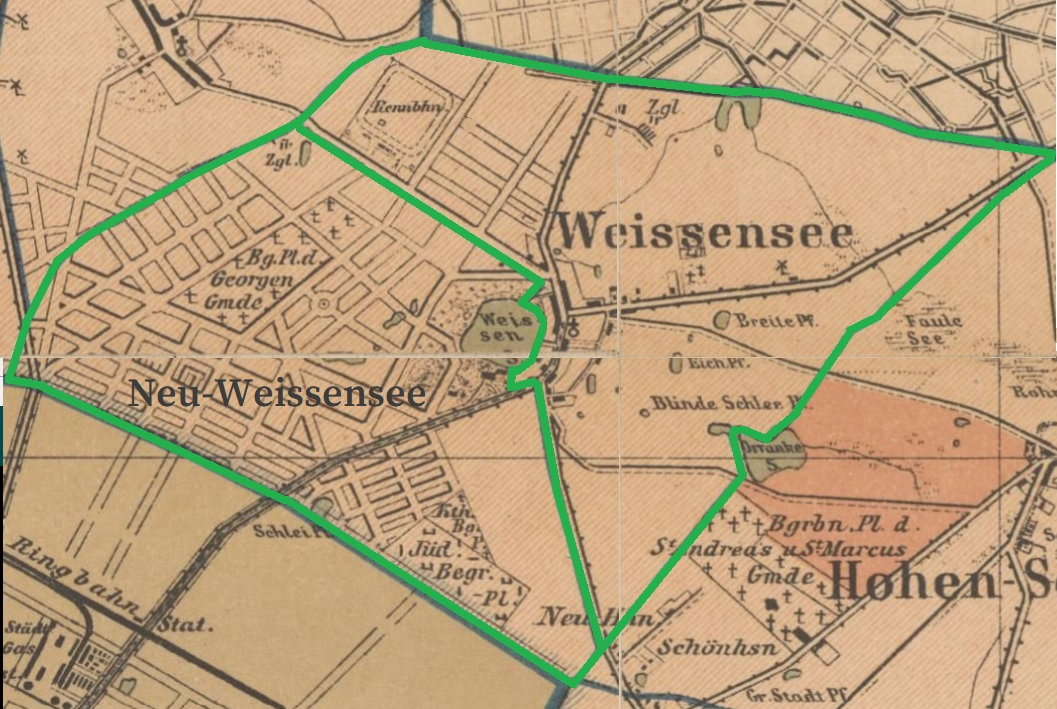
Plan der Gemeinden Weißensee und Neu-Weißensee von 1880 bis 1905

Noch im Jahr 1798 verlief die Bernauer Chaussee weitab von Weißensee an der Westseite des Weißen Sees. Ab 1804 begann der Bau der Provinzial-Chaussee Berlin–Weißensee–Bernau. Allerdings reichten die Mittel für diese Straße nur bis Weißensee. Erste wirtschaftliche Impulse kamen mit dem Brennen von Kartoffelschnaps durch den 1817 von Johann Pistorius patentierten Brennapparat.

„Weissensee, Pfarrkirchdorf, ¼ M. nordöstlich von Berlin, vor dem Neuen Königsthore, an der Landstraße nach Bernau und Freienwalde, am weißen See angenehm gelegen, im Niederbarnimschen Kreise, hat mehre Landhäuser, eine große Brauerei und Brennerei, 27 Feuerstellen und 185 Einwohner. Die Kirche hat den schönsten Thurm von allen Dorfkirchen in der Nähe von Berlin.“

Am 1. April 1880 wurde der Gutsbezirk Weißensee aufgelöst. Begleitet von einem Gebietsaustausch mit der Gemeinde Weißensee wurde aus seinem Gebiet die Gemeinde Neu-Weißensee gebildet. Dieser Vorgang wurde durch das finanzielle Engagement der Hamburger Unternehmerfamilie Schön unter Führung von Gustav Adolf Schön unterstützt. Bis 1900 wuchs Neu-Weißensee auf über 30.000 Einwohner.

### 20. Jahrhundert

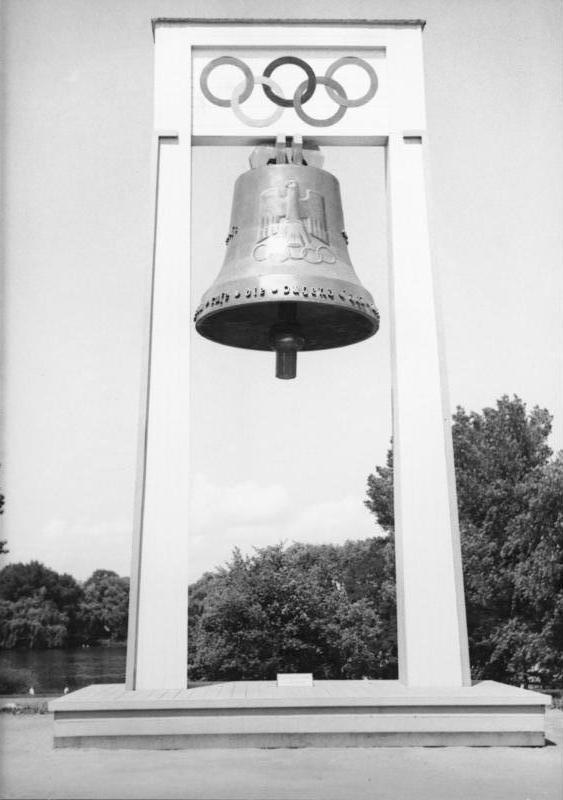
Olympia-Glocke in Weißensee, Olympische Sommerspiele 1936

Am 1. Januar 1905 wurden die Gemeinden Weißensee und Neu-Weißensee zu einer Gemeinde mit dem Namen Weißensee vereinigt. Zur gemeinsamen Beantragung des Stadtrechts wurden Infrastrukturen wie ein Städtischer Friedhof, ein Krankenhaus, ein Gerichtsgebäude, Schulen geschaffen. Zudem wurde für die angestrebte Stadt ein Wappen benötigt. Pfarrer Alexander Giertz wählte aus den Heiligen seiner Kirche die Heilige Katharina, die mit Rad und Schwert den Märtyrertod erhielt. Der zuständige Landrat lehnte jedoch die Erteilung des Stadtrechts ab. 1910 suchte die Gemeinde erneut um das Stadtrecht nach, dies wurde aber wiederum abgelehnt. Nach dem Ersten Weltkrieg wurde Weißensee 1920 zusammen mit den umliegenden Gemeinden Hohenschönhausen, Malchow, Falkenberg und Wartenberg sowie den Gutsbezirken Falkenberg, Malchow und Wartenberg zum 18. Verwaltungsbezirk von Groß-Berlin vereinigt. Das Rathaus des Bezirks Weißensee war ein Gebäude in der Amalienstraße 6.
Verwaltungstechnisch entstanden 21 Ortsbezirke, nach Straßen unterteilt. Hinzu kamen vier Schiedsmannsbezirke und 16 Bereiche mit Armen- und Waisenräten.
Vom September 1943 bis April 1945 befand sich in Weißensee ein Außenlager des KZ Moringen für Jungen.
Nach dem Ende des Zweiten Weltkriegs wurde Weißensee ein Teil des sowjetischen Sektors von Berlin, eine neue Verwaltung nahm ihre Arbeit auf. Im Jahr 1952 erhielt die Verwaltungseinheit seitens des Magistrats die offizielle Bezeichnung Stadtbezirk Berlin-Weißensee und die Amtsgeschäfte übernahm der Rat des Stadtbezirks. Sitz dieser Bezirksverwaltung wurde ein Schulgebäude in der Parkstraße 82. 1979 wurde der Südbereich von Falkenberg ausgegliedert und kam zum neuen Stadtbezirk Marzahn. Am 1. September 1985 wurden die Ortsteile Hohenschönhausen, Wartenberg, Falkenberg sowie der östliche Teil von Malchow nach umfangreichen Wohnungsneubauten aus dem Bezirk Weißensee ausgegliedert und zum neuen Stadtbezirk Hohenschönhausen zusammengefasst. Dafür wurden am 1. Januar 1986 die Ortsteile Blankenburg, Heinersdorf und Karow aus dem Stadtbezirk Pankow dem Stadtbezirk Weißensee zugeordnet.
Mit der deutschen Wiedervereinigung im Jahr 1990 kam der Stadtbezirk Weißensee mit allen anderen Ost-Berliner Stadtbezirken in die Verwaltung des wiedervereinigten Berlins unter Hoheit des Senats.

### 21. Jahrhundert

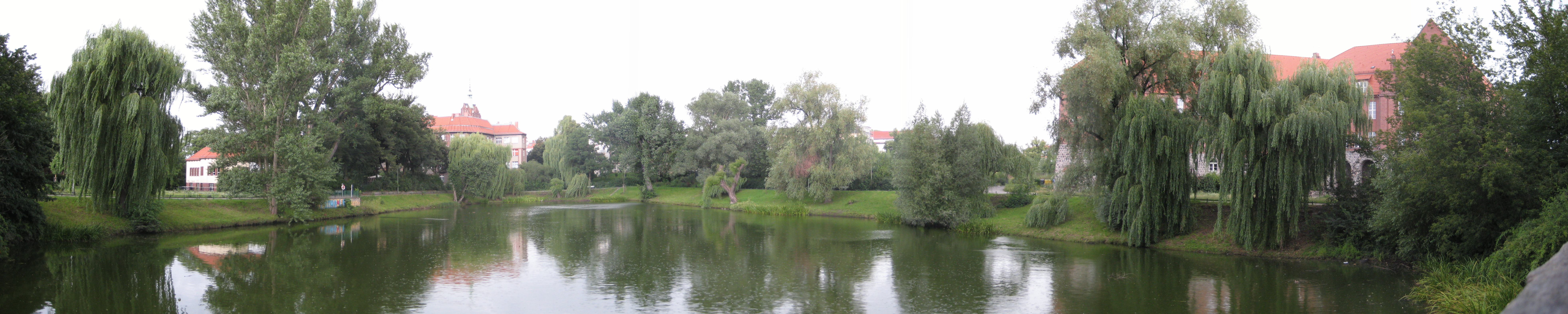
Kreuzpfuhl in Berlin-Weißensee, gesehen von der Woelckpromenade; links mittig der Turm der Kirchenruine am Mirbachplatz

Die Bezirksreform von 2001 hob die bezirkliche Selbstständigkeit auf, womit Weißensee gleichberechtigter Ortsteil des Bezirks 3. Prenzlauer Berg, Weißensee und Pankow von Berlin wurde. 2004 beschloss die Bezirksverordnetenversammlung den kürzeren Namen Bezirk Pankow von Berlin. Weißensee hat die Ortsteilnummer 0302.

## Bevölkerung
| Jahr | Einwohner |
| ---- | --------- |
| 1858 | 000.402 1 |
| 1871 | 000.467 2 |
| 1880 | 04.616    |
| 1890 | 19.804    |
| 1895 | 027.001 3 |
| 1900 | 34.453    |
| 1910 | 43.037    |
| 1919 | 45.880    |
| 1925 | 49.594    |
| 1939 | 59.234    |
| 1946 | 52.613    |
| 1950 | 54.960    |
| 1963 | 52.009    |

| Jahr | Einwohner |
| ---- | --------- |
| 1991 | 37.898    |
| 1995 | 39.048    |
| 2000 | 44.199    |
| 2007 | 44.959    |
| 2010 | 47.187    |
| 2015 | 51.699    |
| 2020 | 54.755    |
| 2021 | 56.055    |
| 2022 | 56.853    |
| 2023 | 56.963    |
| 2024 | 57.552    |

Quelle ab 2007: Statistischer Bericht A I 5. Einwohnerregisterstatistik Berlin. Bestand – Grunddaten. 31. Dezember. Amt für Statistik Berlin-Brandenburg (jeweilige Jahre)

## Politik

### Bürgermeister
Carl Woelck war der letzte Bürgermeister der selbstständigen Gemeinde Weißensee, die im Oktober 1920 in Groß-Berlin aufging. Als Bezirk (1951–1990 „Stadtbezirk“) wurde Weißensee von 1921 bis zur Bezirksfusion 80 Jahre lang von Bezirksbürgermeistern (BM) geführt, zuletzt von 1990 bis 2001 von Gert Schilling (SPD). Seit der Bezirksfusion ist der Bezirksbürgermeister des neu entstandenen Bezirks Pankow auch für den Ortsteil Weißensee zuständig. Der Bezirksbürgermeister wird von der Bezirksverordnetenversammlung gewählt. Die Bezirksverordneten werden nicht in Direktwahlkreisen, sondern in einer bezirksweiten Liste gewählt. SPD, Linke, CDU und FDP sind in Weißensee mit eigenen Ortsverbänden vertreten.
| Name               | Amtszeit                      | Partei | Bemerkung |
| ------------------ | ----------------------------- | ------ | --- |
| Emil Pfannkuch     | 1. Feb. 1921 – März 1933      | SPD    | |
| Ernst Neumann      | 1. Apr. 1933 – März 1934      | NSDAP  | |
| Günther Axhausen   | 1. Apr. 1934 – Juni 1941      | NSDAP  | strebte nach Aufteilung des Bezirks und Eingliederung in die Nachbarbereiche                                                           |
| Wilhelm Petzold    | 1. Juli 1941 – Apr. 1945      | NSDAP  | |
| Jakob Kaszewski    | 25. Apr. 1945 – 15. Mai 1945  | KPD    | von der sowjetischen Militärkommandantur eingesetzt                                                                                    |
| Max Knappe         | 16. Mai 1945 – Okt. 1946      |        | Knappe wurde bereits 1943 als Kaufmann im Adressbuch geführt, Wohnadresse Trierer Str.12 Eine Parteizugehörigkeit ist nicht angegeben. |
| Wilhelm Reimann    | 16. Dez. 1946 – 10. Nov. 1948 | SPD    | |
| Hermann Solbach    | 11. Nov. 1948 – Jan. 1953     | CDU    | |
| Franz Wehner       | 19. Feb. 1953 – 14. Apr. 1959 | SED    | |
| Johanna Kuzia      | 15. Apr. 1959 – 26. Juni 1969 | SED    | |
| Joachim Hoffmann   | 27. Juni 1969 – 5. Jan. 1983  | SED    | |
| Ingeborg Podßuweit | 6. Jan. 1983 – 24. Jan. 1990  | SED    | Rücktritt |
| Dietmar Tuschy     | 25. Jan. 1990 – 31. Mai 1990  | SED    | bisheriger stellvertretender Bürgermeister (amtierend)                                                                                 |
| Gert Schilling     | 1. Juni 1990 – 31. Dez. 2000  | SPD    | |

Quellen: Berlinische Monatsschrift (bis 1953); Angaben aus dem Archiv im Museum Pankow (ab 1953)

### Wappen

Wappen des Bezirks Weißensee (1992–2001)

Das nebenstehend gezeigte Wappen des Bezirks Weißensees mit Rad und Schwert der Heiligen Katharina war bis zur Bestätigung des Wappens im (Groß-)Bezirk Pankow im Ortsteil Weißensee in Benutzung. Für den Bezirk Weißensee aufgesetzte Mauerkrone kam nach der Wiedervereinigung zum Wappen des Stadtbezirks Weißensee hinzu. In das neue Pankower Wappen ging aus Weißensee das Richtrad als achtspeichiges rotes Rad mit ein. Es symbolisiert seither wirtschaftlich-technischen Fortschritt und Mobilität.

## Kultur und Gemeinwesen

### Kirchen
Der Ortsteil verfügte über vier Kirchen: die Dorfkirche Weißensee (offiziell inzwischen evangelische Pfarrkirche) östlich des Weißen Sees an der Berliner Allee, die Evangelisch-Freikirchliche Gemeinde (Baptisten) in der Friesickestraße 15, die katholische St.-Joseph-Kirche (Behaimstraße 33–39). Als Ruine existierte noch die Bethanienkirche auf dem Mirbachplatz.
Zudem gibt es in der Gartenstraße eine im 21. Jahrhundert entwidmete und verkaufte Neuapostolische Kirche. Sie wurde zu einem Wohnhaus umgebaut, die Fassade zur Straßenseite blieb erhalten, lediglich das Kirchensymbol wurde entfernt.
- Die Dorfkirche ist von einem historischen Kirchhof umgeben, auf dem unter anderem der Leibarzt des letzten Kaisers begraben liegt und ein Mausoleum für Johann Heinrich Leberecht Pistorius steht.[18] Die ältesten Steine der Kirche stammen aus dem 13. Jahrhundert. Diese Kirche der ersten Siedler am Weißen See ist nicht erhalten. Das älteste Weißenseer Kirchenbuch berichtet von einem Altar, auf dem die Heiligen Johannes, Maria und Katharina abgebildet waren. Ihnen war dieser erste Kirchenbau wohl geweiht. Als Mitte des 19. Jahrhunderts durch den intensiven Zuzug von Personen dieses Kirchengebäude nicht mehr ausreichte, wurde es 1863 nach Osten erweitert. Schließlich erhielt es 1899 ein Querschiff und nach Plänen des Baumeisters Theodor Prüfer entstand östlich eine polygonale Apsis. Von der ursprünglichen Ausstattung der Kirche ist nichts erhalten.

Im Dreißigjährigen Krieg wurden die Kirche und die Gräber der Patronatsherren geplündert, im Zweiten Weltkrieg brannte die Kirche 1943 völlig aus. Doch bereits kurz nach dem Krieg konnte sie 1948/1949 durch den Baumeister Herbert Erbs wieder errichtet werden. In den Jahren 2005/2006 wurde die Kirche aufwendig restauriert.
- Die Bethanienkirche auf dem Mirbachplatz wurde 1902 von Kaiser Wilhelm II. und Kaiserin Auguste Viktoria eingeweiht. Seit ihrer fast vollständigen Zerstörung im Zweiten Weltkrieg stand die Ruine der Kirche im Zentrum des Mirbachplatzes. Auch sie wurde verkauft, wird vom neuen Eigentümer unter Beachtung der Denkmalschutzauflagen zu einem Wohnensemble hergerichtet, zu welchem ein angelehnter Neubau gehört.
- Die St. Joseph-Kirche steht inmitten eines dicht bebauten Wohnviertels in der Behaimstraße. Sie wurde 1898/1899 im Stil der Neo-Backsteingotik nach Entwürfen der Architektengemeinschaft Moritz & Welz errichtet. Nach starken Zerstörungen im Zweiten Weltkrieg konnte das Gotteshaus bis Ende des 20. Jahrhunderts weitestgehend wieder hergestellt werden.

### Park am Weißen See
Anstelle des Gutshauses am Südufer des Sees entstand 1859 ein schlossähnliches Gebäude mit einem Park, der seit den 1980er Jahren Park am Weißen See genannt wird.
Das Schloss wurde 1874 zu einer Vergnügungsstätte umgebaut, deren Betreiber zunächst häufig wechselten. Erst Rudolf Sternecker entwickelte das Unternehmen zu dem viel besuchten Welt-Etablissement Schloss Weißensee mit zwei Tanzsälen, einer Rutschbahn, Ballonfahrten, Karussells, Würfelbuden und verschiedenen Bierlokalen.
Die Gemeinde erwarb zur Wende zum 20. Jahrhundert das Schloss Weißensee und die Parkanlage mit dem See und machte sie der Öffentlichkeit zugänglich. Hier entstand vor dem Ersten Weltkrieg ein Vergnügungspark. Das Schloss brannte 1919 ab, als die seit 1915 bestehende Nutzung als Kaserne für die Kriegsgarnison beendet wurde und die Soldaten die von ihnen genutzten Strohsäcke verbrannten. Verblieben ist das Freibad am Weißen See und das Milchhäuschen.
Die Planschwiese, die sich gegenüber der Seebrücke befindet, wurde 1920 angelegt, um eine Bademöglichkeit für Kinder zu schaffen. 1928 fiel der älteste Gasthof Zum grünen Baum einer Straßenverbreiterung der Berliner Allee zum Opfer.

### Kinderkrankenhaus

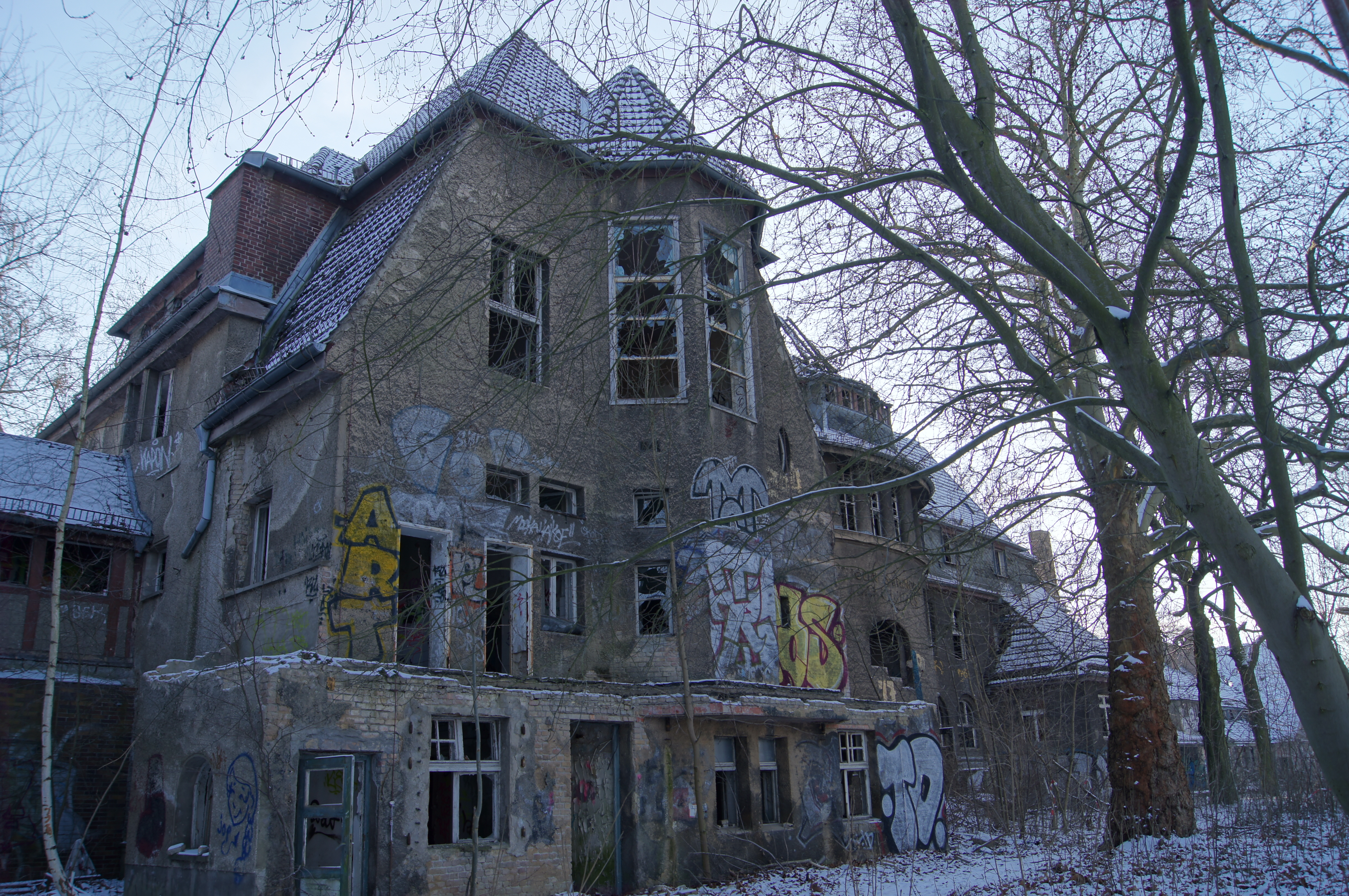
Hauptgebäude des Säuglingskrankenhauses

Eine inzwischen fast in Vergessenheit geratene Einrichtung war das 1911 eröffnete und 1997 geschlossene erste kommunale Säuglings- und Kinderkrankenhaus Preußens, das sich in der damaligen verlängerten Kniprodeallee befand. Es besaß umfangreiche eigene Wirtschaftsgebäude, ein eigenes Kraftwerk und einen eigenen Kuhstall. Seit seiner Schließung suchte der Senat europaweit Investoren und fand schließlich im Jahr 2005 einen Käufer aus Russland. Weil dieser die denkmalgeschützten Gebäude nicht einfach abreißen durfte, passierte seitdem nichts, das heißt, das Bauensemble verfiel zusehends. Inzwischen versuchte das Land Berlin das Gelände zurückzukaufen. Im Jahr 2018 entschied ein Gericht die Rückabwicklung des Kaufvertrags.
Zum Erhalt der Gebäude hatte das Bezirksamt lediglich einige Absperrungen vornehmen lassen. Im Jahr 2021 teilte es mit, dass „auf dem Areal der Klinikruine eine Gemeinschaftsschule entstehen soll“. Doch die Finanzverwaltung änderte ihre Vorstellungen über die bauliche Ausgestaltung noch einmal und kam zur Ansicht, nun könnten hier auch Gewerbe- und Wohnbauten errichtet werden.
Auch Ende des Jahres 2024 hat sich am ruinösen Zustand des Gebäudekomplexes nichts geändert, es sind keine Bauvorbereitungen erkennbar.

### Rennbahn Weißensee
Der Berliner Traber-Club unter Leitung von John Adam Prince-Smith (1855–1911) errichtete 1877 auf einem an Heinersdorf grenzenden Gelände die erste Berliner Trabrennbahn. Erste Rennen fanden am 16. und 17. Juni 1878 statt und lockten mehr als 12.000 Besucher nach Weißensee. Später wurde sogar eine Sonderlinie der Straßenbahn bis zu den Eingängen der Rennbahn geführt. Nach mehreren Umbauten und zeitweiligen Schließungen wurden die Rennen 1912 auf andere Rennbahnen verlegt. Nach dem Zweiten Weltkrieg wurden 1954–1955 auf der Rennbahn mit Trümmerschutt neue Tribünen für 9.000 Zuschauer errichtet. 1955 erwachte das Gelände der Trabrennbahn als Radrennbahn zu neuem Leben. Ab 1962 fanden parallel auf dem Gelände auch wieder Reit- und Springturniere statt.
Zum Ende der 1980er Jahre wurde das Gelände der Rennbahn auch für Musikgroßveranstaltungen genutzt. Bemerkenswert war das Konzert mit dem Rockstar Bruce Springsteen im Juli 1988, das nach Angaben der Organisatoren von rund 160.000 Fans besucht wurde, während es real wohl zwischen 200.000 und 300.000 waren. Es war zugleich der größte Liveauftritt, den Springsteen je machte. Im August 1990 traten auf dem gleichen Gelände die Rolling Stones auf. Nach der deutschen Wiedervereinigung wurde die Radrennbahn abgerissen und durch kleinere Sportplätze ersetzt.

### Blumenfest

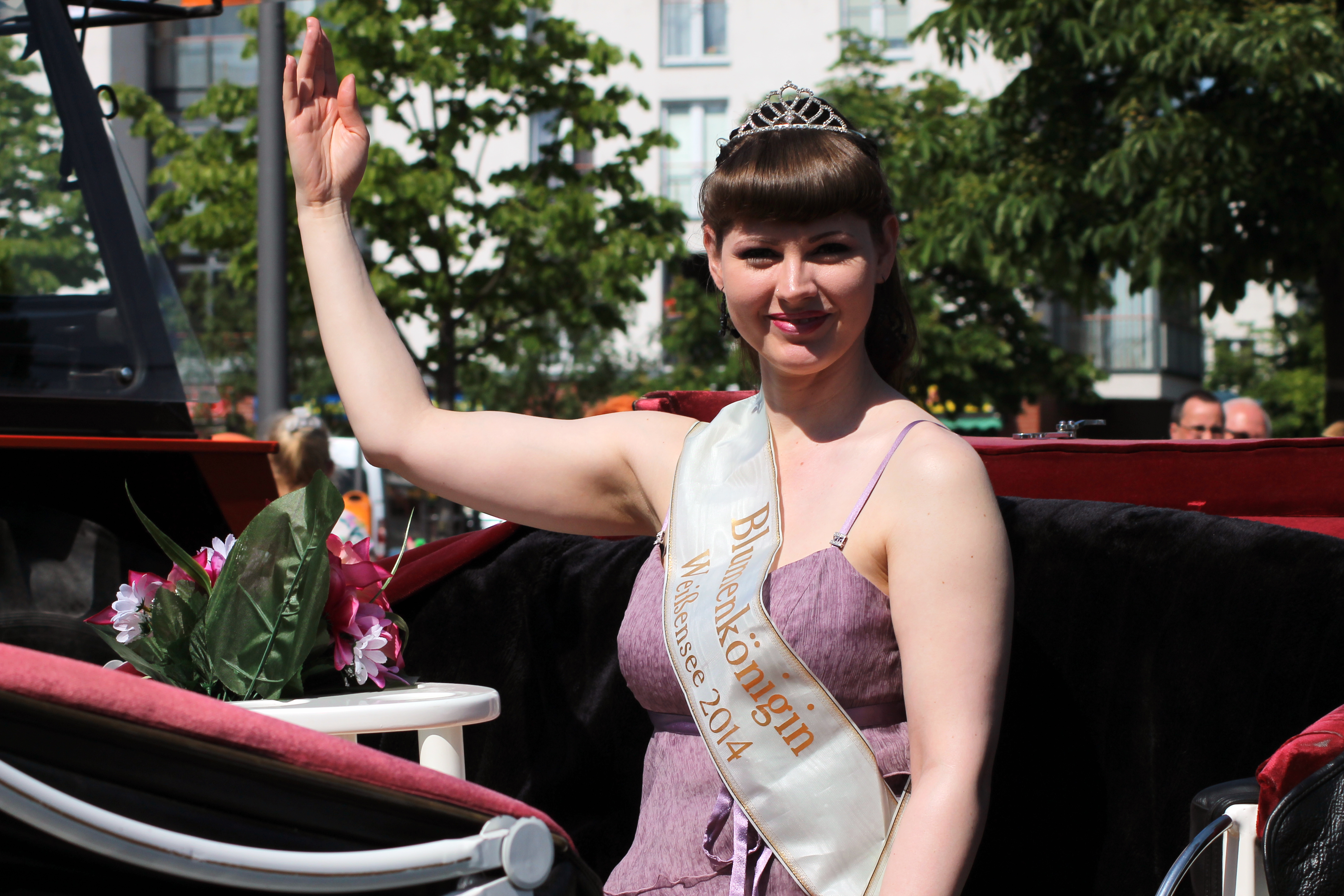
Verena Berthold, Blumenkönigin Weißensee 2014/2015

Das erste Weißenseer Blumenfest wurde 1963 am Ende des Sommers gefeiert und vom Bezirksbürgermeister eröffnet. Seitdem ist es fester Bestandteil der Kultur in Weißensee. Mittlerweile wurde es auf das dritte Juni-Wochenende vorgezogen. Seit der Umwandlung Weißensees in einen Ortsteil von Pankow ist es als drittes Straßenfest Bestandteil des Pankower Kulturplans und wird nun vom Pankower Bürgermeister eröffnet. War das Blumenfest anfangs bevorzugt eine Blumenschau, hat es sich inzwischen zu einem Kulturevent entwickelt und ist mit seinen Festzelten und Karussells eine Weißenseer Tradition geworden.

### Milchhäuschen

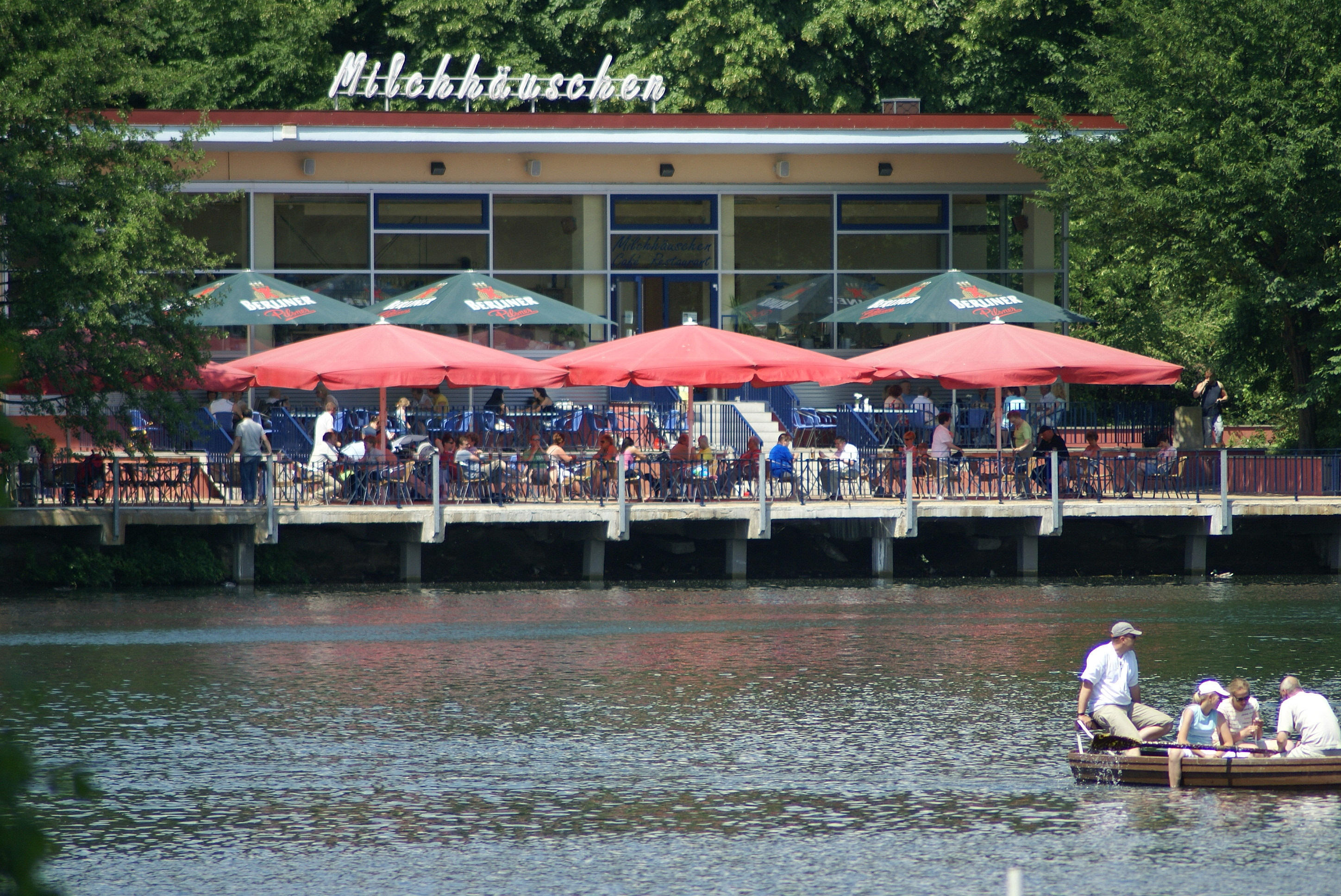
Milchhäuschen

Eines der bekanntesten Cafés in Weißensee, das Milchhäuschen am Weißen See, öffnete 1913 als kommunaler Betrieb und als Ergänzung zu der bereits seit 1911 bestehenden Milchhalle direkt an der Berliner Allee. Angeboten wurde den Parkbesuchern das Sortiment aus dem gemeindeeigenen Kuhstall im Säuglings- und Kinderkrankenhaus (Milch, Joghurt, Quark). Um die Kühlanlage des 1906 gebauten Elektrizitätswerks zu verdecken, wurde 1912 die Seebrücke erbaut. Hans Schellhorn schuf die beiden Tritonen-Skulpturen, die die Seebrücke bewachen. Unterhalb der Seebrücke liegt der Regenwasserüberlauf, über den Regenwasser einläuft, sobald die Regenwasserkanalisation überlastet ist.
Im Jahr 1967 wurde das Milchhäuschen wegen Baufälligkeit abgerissen und in seiner jetzigen Form wieder neu aufgebaut.

### Friedhöfe

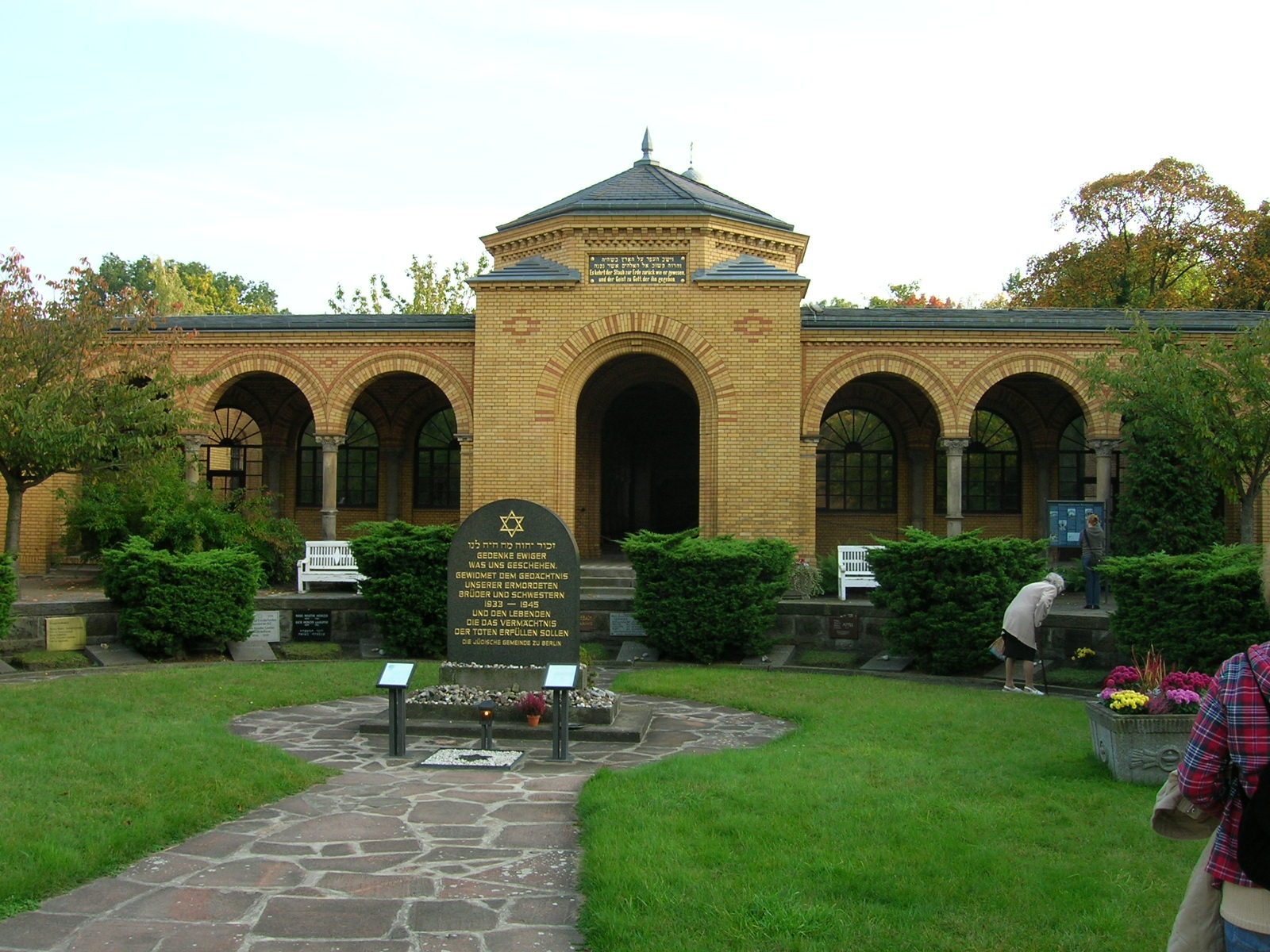
Jüdischer Friedhof

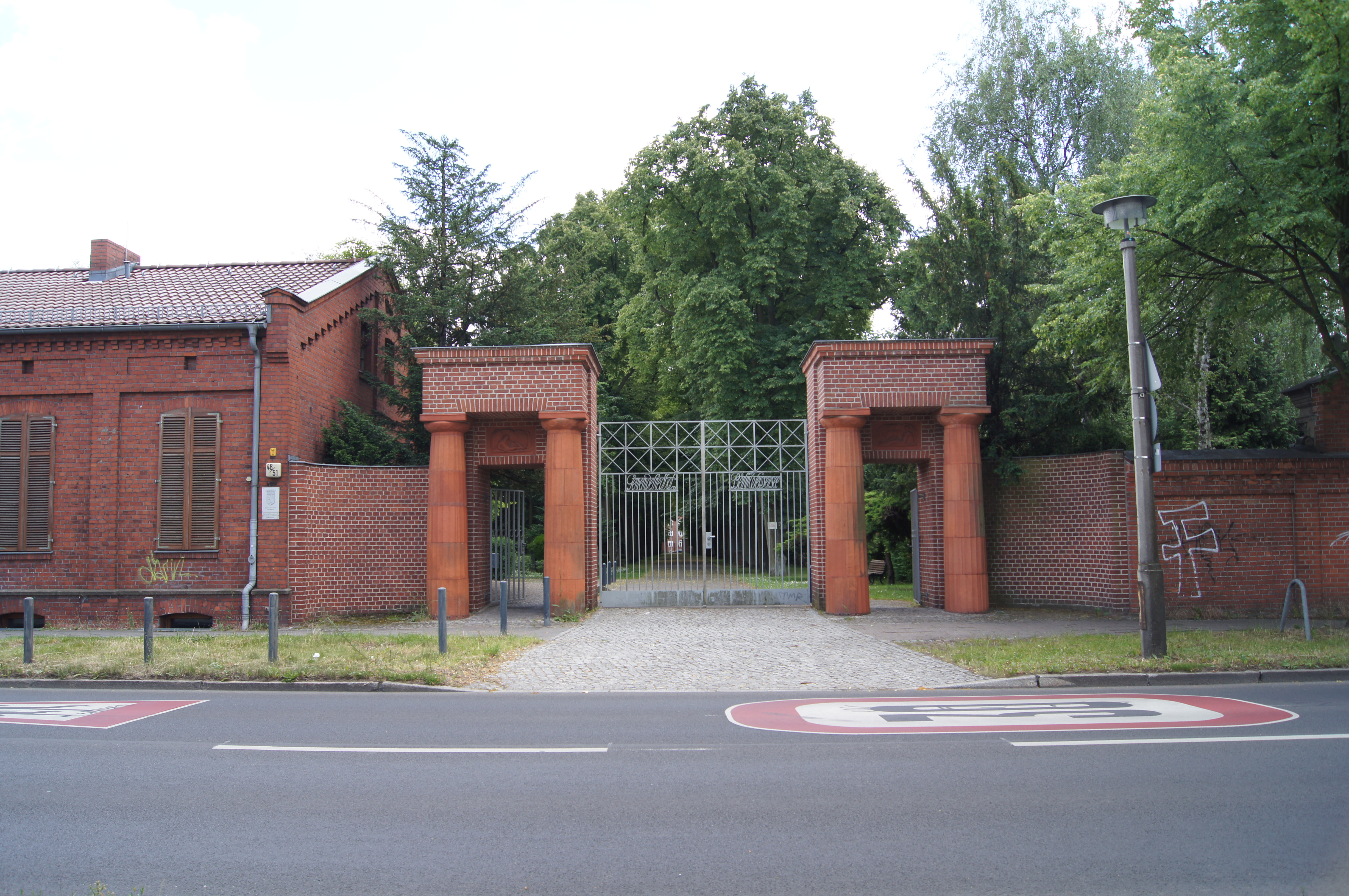
Städtischer Friedhof

- Jüdischer Friedhof, Herbert-Baum-Straße 45, im Jahr 1880 eingeweiht, heute größter jüdischer Friedhof Europas. Durch den Zuzug vieler osteuropäischer Juden nach Berlin reichten die jüdischen Friedhöfe in Berlin nicht mehr aus. Daher erwarb die jüdische Gemeinde Berlins 1875 östlich von Weißensee das 42 Hektar große Terrain.
- Städtischer Friedhof XV, Roelckestraße 48–54, im Jahr 1893 zwischen Roelckestraße und Schönstraße eingerichtet, diente auch als Begräbnisplatz für die Verstorbenen Berlins. Das Ensemble aus Verwalterhaus, Feierhalle und Portal wurde von Bühring entworfen.[27]
- Georgen-Parochial-Friedhof III (evangelisch), Roelckestraße 142–150
- Segens-Friedhof (evangelisch), Gustav-Adolf-Straße 67
- Auferstehungsfriedhof (evangelisch), Indira-Gandhi-Straße, entstand 1899, als der Armenfriedhof in der Berliner Friedenstraße für den Bau der Auferstehungskirche aufgegeben werden musste. Der Kirchengemeinde wurde stattdessen ein Gelände in der damaligen Landgemeinde Weißensee als neuer Bestattungsplatz zugewiesen.
- Neuer Friedhof (evangelisch), Piesporter Straße 9–22, 1910 eröffnet[28]
- St.-Hedwig-Friedhof II (katholisch), Smetanastraße 36–54
- Friedhof der Israelitischen Synagogen-Gemeinde Adass Jisroel, Wittlicher Straße 2, 1873 entstanden. Von 1880 bis zur Zerstörung der Gemeinde in der Zeit des Nationalsozialismus fanden dort etwa 3000 Beerdigungen statt. Die letzte Bestattung galt einer nicht geringen Anzahl von Torarollen, die während der Zeit des Nationalsozialismus geschändet worden waren. Nach jüdischer Tradition bleibt der Bestattungsplatz bis zum Jüngsten Tag reserviert und Neubelegungen sind nicht möglich.

## Wirtschaft und Infrastruktur

### Industrie
Zwischen 1898 und 1906 wurden in mehreren Etappen die Ruthenbergschen Fabrikanlagen errichtet. Es waren von niedrigen Werkstätten und Lagerräumen umschlossene Höfe, die sich zwischen der Langhansstraße und der Lehderstraße im Karree zwischen Behaimstraße und der Roelckestraße erstreckten. Sie werden zu Recht als Vorläufer der Ende der 1990er Jahre wiederentdeckten Gewerbehöfe bezeichnet. Die einzigen beiden höheren, nämlich viergeschossigen Gebäude in der Lehderstraße 16–19 beherbergten eine Goldleistenfabrik.
Zur Ansiedlung weiterer Industriebetriebe im Norden Berlins hatte der Landkreis Barnim zusammen mit Terrain-Entwicklungsgesellschaften eine Eisenbahn verlegen lassen, die Industriebahn Tegel–Friedrichsfelde. Sie verband Friedrichsfelde im Osten mit dem Tegeler Hafen im Westen und berührte auch Weißensee. Nach ihrer Eröffnung 1908 siedelten sich in der Gemeinde Weißensee auch Großbetriebe wie die Ziehl-Abegg Elektrizitäts-Gesellschaft an, die Emil Ziehl 1910 zusammen mit dem schwedischen Investor Eduard Abegg gründete. Nach der deutschen Kapitulation 1945 wurden die Werksanlagen (An der Industriebahn 12–18) auf Befehl der Sowjetischen Militäradministration in Deutschland (SMAD) demontiert und in die Sowjetunion verbracht. Das Unternehmen wurde ab 1947 in Westdeutschland (Künzelsau) von den Brüdern Günther und Heinz Ziehl wieder aufgebaut. Das denkmalgeschützte Industrie-Ensemble beherbergt heute das Motorwerk Berlin. 
Filmindustrie und Filmtheater

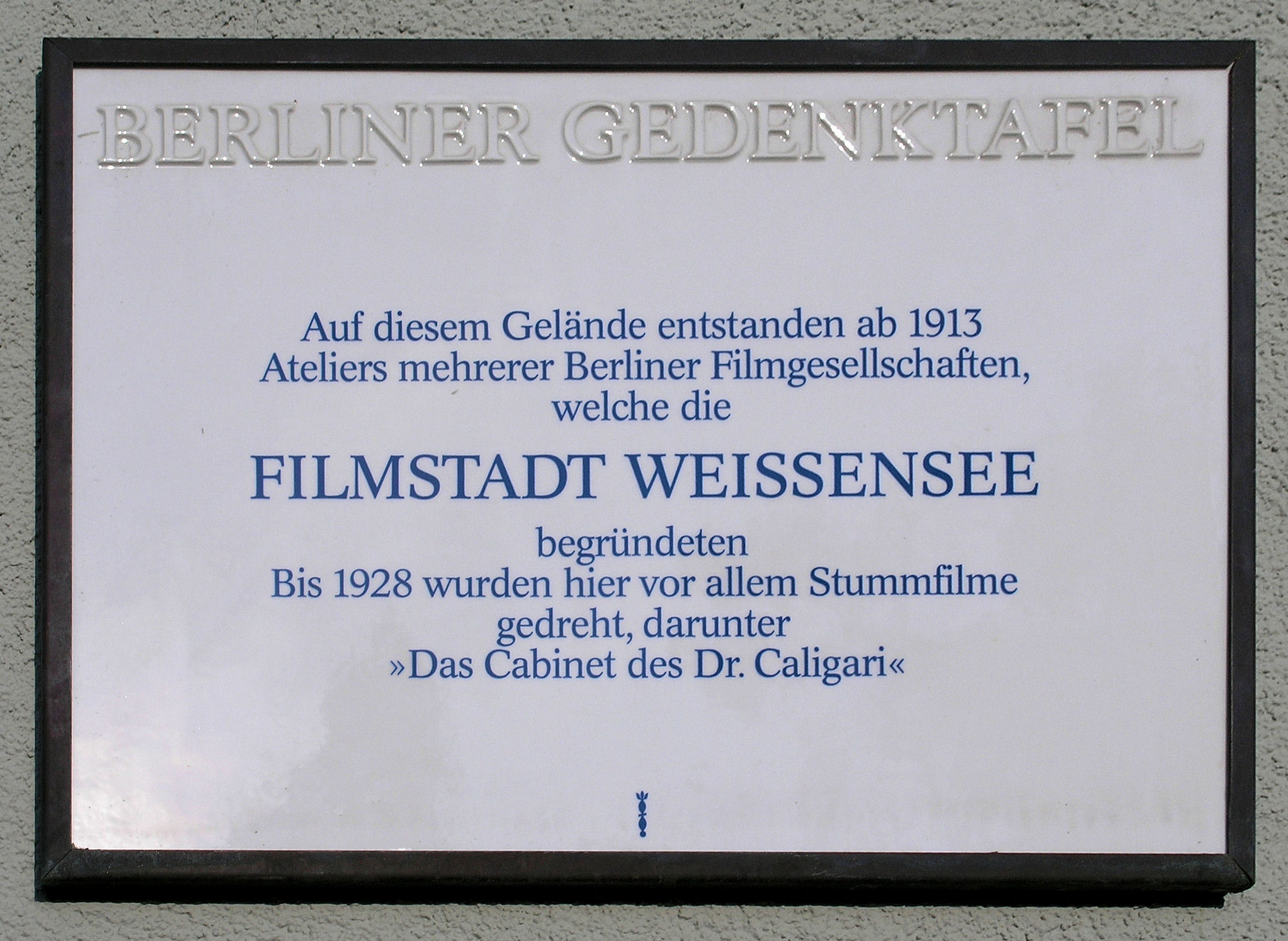
Berliner Gedenktafel am Haus Berliner Allee 249 in Weißensee

In der Zeit zwischen 1913 und 1929 wurden in Weißenseer Filmstudios zahlreiche Filme produziert, so auch Das Cabinet des Dr. Caligari. Zahlreiche Produktionsfirmen verlegten ihren Sitz nach Weißensee. 1929 eröffnete in der Gustav-Adolf-Straße das Kino Delphi. Allein um den Antonplatz gab es sieben weitere Kinos, von denen allein das Toni verblieben ist. Der Regisseur Michael Verhoeven erwarb es 1992, ließ es sanieren und um einen kleineren Vorführraum (Tonino) erweitern. In den Jahren 2010–2013 war das Kino Toni jeweils eine Berlinale-Spielstätte im Rahmen der Rubrik „Berlinale goes Kiez“. Die seit September 2010 ausgestrahlte ARD-Fernsehserie Weissensee wurde unter anderem in Weißensee produziert.

### Verkehr

#### Öffentlicher Personennahverkehr
Am 1. November 1873 fuhr der erste Pferdeomnibus vom Berliner Alexanderplatz nach Weißensee, allerdings gab das Unternehmen wegen der schlechten Straßen nach kurzer Zeit wieder auf. 1877 wurde eine Pferdebahnlinie der Neuen Berliner Pferdebahn auf dieser Strecke in Betrieb genommen.
Die 1872 eröffnete Ringbahn erhielt 1875 den Bahnhof Weißensee, der heutige S-Bahnhof Greifswalder Straße, der allerdings im Ortsteil Prenzlauer Berg und einen Kilometer von der Grenze Weißensees entfernt liegt.

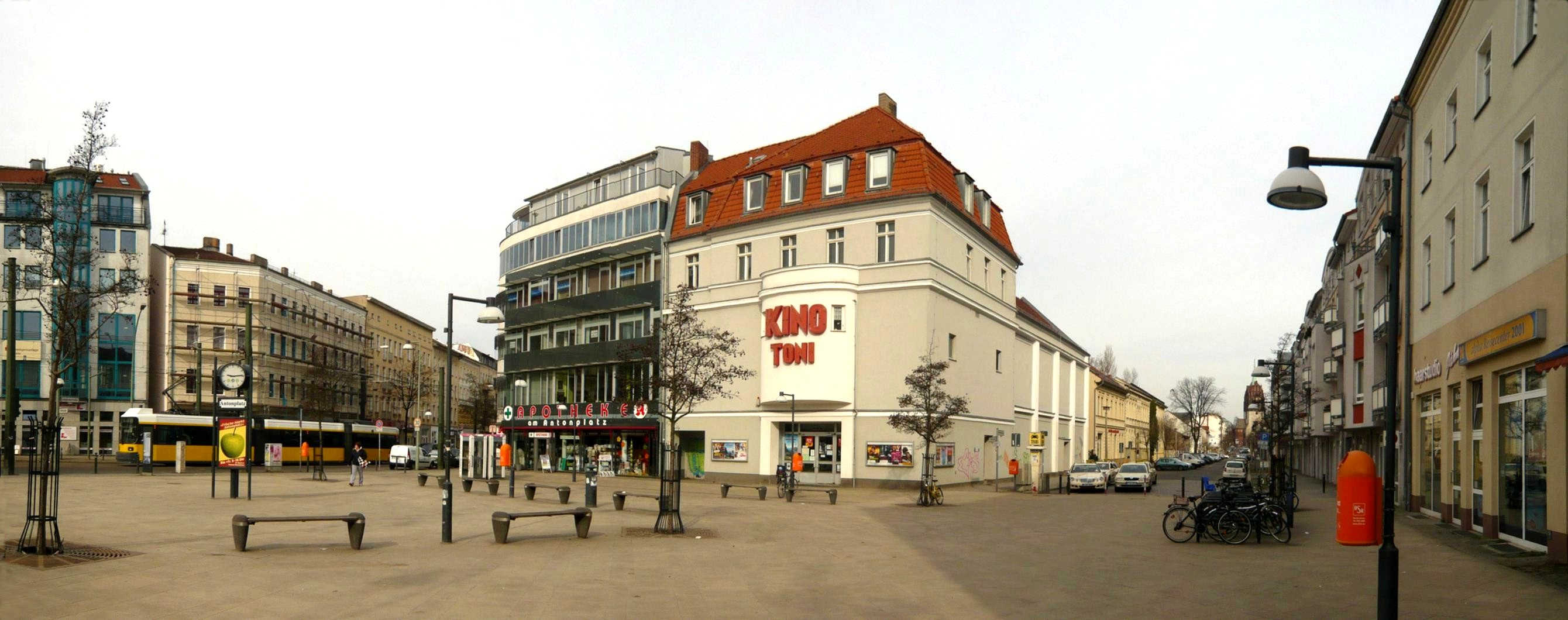
Antonplatz-Nord mit dem Kino Toni

Im Jahr 1901 wurde die Straßenbahn vom Alexanderplatz nach Weißensee auf elektrischen Betrieb umgestellt. Die seit 1892 bestehende Zweitlinie vom Zentrum über die Prenzlauer Allee durch die Langhansstraße wurde ebenfalls elektrifiziert. Für die Trabrennbahn wurde eine direkte Linie vom Ringbahnhof zum Eingang der Rennbahn eingerichtet und einige Jahre betrieben. 1911 wurde eine Strecke durch die Schönstraße ausgeführt.
Im Jahr 1929 war geplant, das wachsende Weißensee an das U-Bahn-Netz anzuschließen. Auf dem U-Bahnhof Alexanderplatz wurden auf den heutigen Bahnsteigen der Linie U5 bereits Gleise für den Anschluss der Linie nach Weißensee angelegt. Der Plan kam allerdings 1935 am Königstor in Friedrichshain mit den Kriegsvorbereitungen zum Erliegen. Das Ende des Projektes rettete die Dorfkirche vor der Zerstörung, da an dieser Stelle eine Station entstehen sollte.
Seit dem 21. Jahrhundert fährt die MetroTram-Linie M4 auf großen Abschnitten dieser Trasse vom Hackeschen Markt bis nach Falkenberg beziehungsweise zur Zingster Straße durch die Berliner Allee, wochentags im Fünf-Minuten-Takt. Ergänzt wird diese Linie durch die West-Ost-Verbindung der MetroTram-Linie M13 vom Rudolf-Virchow-Krankenhaus im Wedding zum Bahnhof Warschauer Straße in Friedrichshain. Die Straßenbahnlinie 12 verbindet Weißensee mit Prenzlauer Berg und Mitte, die Linie 27 mit Lichtenberg und Köpenick. Beide Straßenbahnlinien beginnen am Weißenseer Pasedagplatz.

#### Individualverkehr
Die Hauptverkehrsachse ist die als Berliner Allee ausgeschilderte Bundesstraße 2 mit zahlreichen Parkanlagen und Geschäften. Parallel wird diese durch die Roelckestraße verstärkt. Wichtige Querverbindungen, wie die Pistoriusstraße oder die Rennbahnstraße, binden umliegende Bezirke, sowie die Bundesstraße 109 an, die durch den Südwesten des Ortsteils verläuft. Als wichtige Ostverbindung nach Hohenschönhausen fungiert die Hansastraße.

#### Fahrradverkehr
Der Ortsteil ist vergleichsweise schlecht mit Radfahrwegen ausgestattet. Große Straßen – wie beispielsweise die Berliner Allee – und auch sämtliche kleinere Hauptstraßen verfügen nahezu über keine Fahrradwege. Radfahrwege aus angrenzenden Ortsteilen enden teilweise abrupt an der Grenze zu Weißensee und der geringe Bestand ist meist in einem relativ maroden Zustand. Seit 2023 verläuft im Komponistenviertel parallel zur Berliner Allee eine Fahrradstraße.

### Kulturelle und Bildungseinrichtungen
- Kunsthochschule Berlin-Weißensee

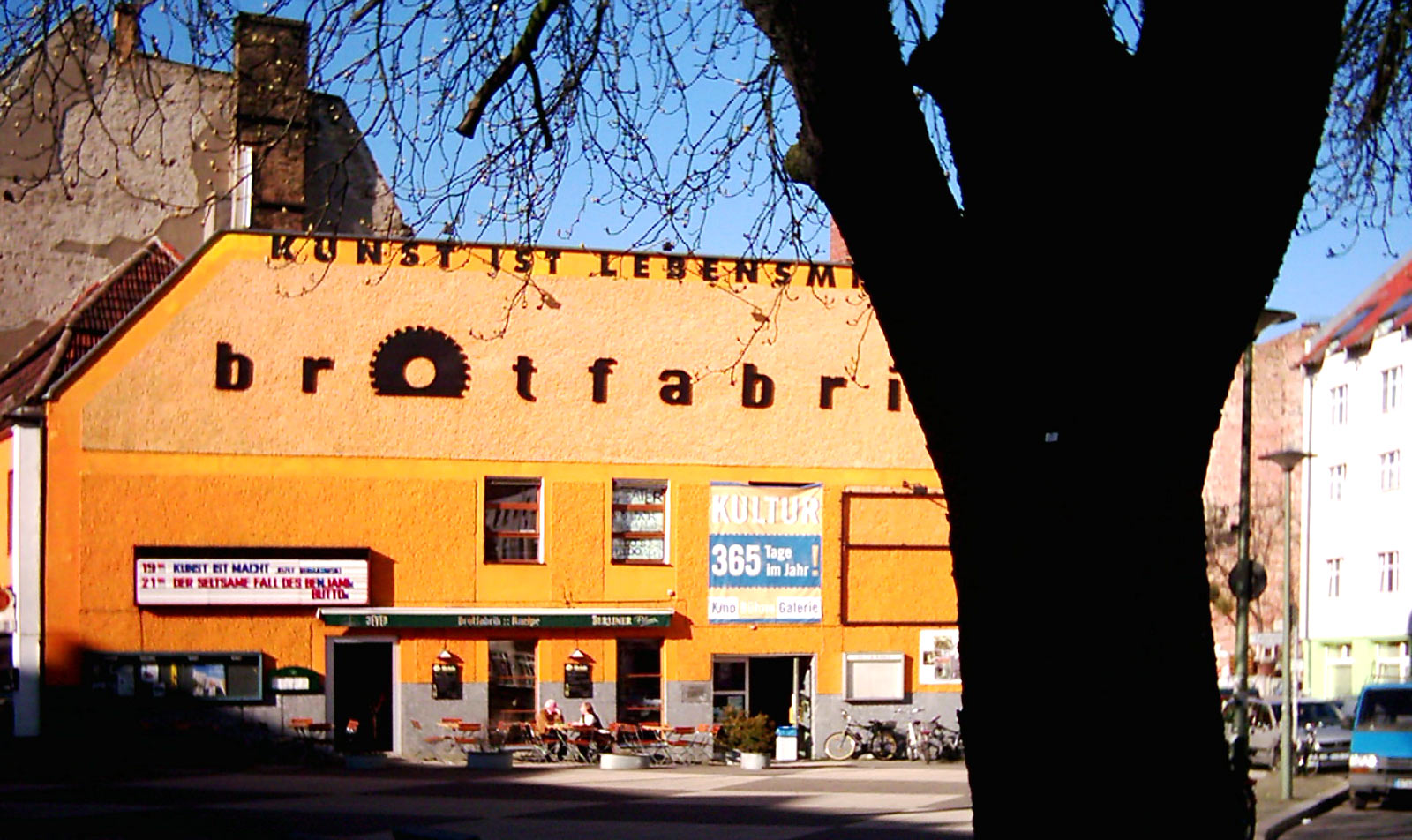
Brotfabrik an der Weißenseer Spitze (Caligariplatz), 2009

- Kulturhaus Peter Edel, das nach jahrelangem Leerstand ab den späten 2010er Jahren zu einem Kommunalen Bildungswerk umgebaut wird.[35]
- Brotfabrik (Kunst- und Kulturzentrum) mit Bühne und Kino am Caligariplatz
- Motorwerk Berlin, vormals: Die Halle, Veranstaltungshalle mit Ateliers an der Industriebahn
- Kino Toni mit dem Tonino am Antonplatz
- Freilichtbühne am Weißen See
- Frei-Zeit-Haus e. V. Berlin-Weißensee
- Umweltbüro Am Weißen See[36], das zur Hansastraße verlegt wurde
- Stadtbezirksbibliothek Weißensee Wolfdietrich Schnurre nahe dem Antonplatz in der Bizetstraße[37]
- Haus der Jugend Bunte Kuh e. V.
- Heinz-Brandt-Schule[38] um 1870 als 1. Gemeindeschule Weißensee entstanden.
- Primo-Levi-Gymnasium
- Theresienschule
- Berlin Art Institut, innovativer und unabhängiger Ort für eine künstlerische Aus- und Weiterbildung an der Industriebahn[39]

### Sport (Auswahl)
Neben der Rennbahn Weißensee gibt es im Ortsteil das Stadion Buschallee, zu dem mehrere Sportplätze, Tennisplätze und zwei Sporthallen gehören. Der Sportkomplex ist Heimstätte des traditionsreichen Weißenseer FC (gegründet 1900), des Rugby Klubs 03 Berlin, eines von zwei Berliner Rugby-Vereinen in der 1. Rugby-Bundesliga und des Tennisclubs Berlin-Weißensee.

## Persönlichkeiten

### Söhne und Töchter des Ortsteils
- Karl Asmus von Schenckendorf (1796–1875), preußischer Generalleutnant
- Filareto Kavernido (1880–1933), Führer einer anarchistischen Kommune
- Friedel Buckow (1897–1979), Filmeditorin
- Fritz Michaelis (1897–nach 1949), Widerstandskämpfer gegen den Nationalsozialismus
- Rudolf Mansfeld (1901–1960), Botaniker
- Erich Bockenauer (1904–1985), Turner, Mitglied der Deutschlandriege
- Max Lange (1905–1952), Politiker (SPD)
- Frieda Seidlitz (1907–1936), Widerstandskämpferin gegen den Nationalsozialismus
- Werner Klemke (1917–1994), Buchgestalter und Illustrator
- Bernhard Langer (1920–2014), Maler und Grafiker
- Joachim-Ernst Berendt (1922–2000), Musikjournalist und -produzent
- Margit Schötschel-Gabriel (1933–2017), Künstlerin
- Christoph Hertling (1934–1992), Innenarchitekt
- Maria Mägdefrau (* 1936), Schauspielerin und Regisseurin
- Gertrud Zucker (* 1936), Kinderbuchillustratorin
- Bodo Bockenauer (* 1940), Eiskunstläufer und Trainer
- Michael Gwisdek (1942–2020), Theater- und Filmschauspieler sowie Regisseur
- Manfred Müller (1943–2025), Politiker (PDS)
- Wolfgang Zicke Schneider (* 1945), Jazz-Schlagzeuger, auch Studiomusiker
- Hartmut Frische (* 1946), Pfarrer der Evangelischen Kirche von Westfalen und Autor
- Friedrich Winterhager (* 1953), Universitätsarchivar und Schriftsteller
- Eberhard Spree (* 1960), Kontrabassist, Orchestermusiker, Musikhistoriker und Autor
- Aaron Troschke (* 1989), Radiomoderator und Betreiber eines Backshops in Weißensee

### Mit Weißensee verbundene Persönlichkeiten
- Leberecht Pistorius (1777–1858), Rittergutsbesitzer in Weißensee
- Ernst Gäbler (1812–1876), Bauunternehmer in Weißensee
- Hermann Roelcke (1832–1896), Bauunternehmer in Weißensee
- Gustav Adolf Schön (1834–1889), Rittergutsbesitzer in Weißensee
- Carl Woelck (1868–1937), Bürgermeister von Weißensee
- Bruno H. Bürgel (1875–1948), Schriftsteller und astronomischer Autor, lebte als Jugendlicher in Weißensee
- Otto Pasedag (1877–1915), Gemeindebaurat in Weißensee
- Bertolt Brecht (1898–1956), Dramatiker und Lyriker, lebte von 1949 bis 1953 in der Berliner Allee 185[40]
- Jürgen Kuczynski (1904–1997), Wirtschaftshistoriker, lebte von 1950 bis 1997 in der Parkstraße 94[41]
- Egon Bahr (1922–2015), wohnte 1945 in der Rennbahnstraße[42]